# Adieu, mon ami
Adieu, mon ami ist ein deutscher Fernsehfilm von Franz Peter Wirth aus dem Jahr 1996, der im Auftrag für Das Erste produziert wurde und auf dem 1988 erschienenen Roman Der Zwillingsbruder von Barbara Noack basiert.

## Handlung
Die zehnjährige Dagmar Janson verliert nach einem Bombenangriff auf Hamburg nicht nur ihre Eltern, sondern auch ihren Zwillingsbruder. Zuflucht und Geborgenheit sucht das junge Mädchen bei ihrer Nachbarin Else Pillkahn, der ähnliches Leid widerfahren ist. Gemeinsam flüchten sie nach Bayern, wo die Familie von Elses Verlobten Sepp Steiner in Seerieden eine Gärtnerei besitzt. Ihr Verlobter findet sich derzeit in Gefangenschaft und lässt einen jungen Franzosen namens Laurent als Zwangsarbeiter bei sich in der Gärtnerei aushelfen. Die junge Dagmar freundet sich mit Laurent an, und sie empfindet ihn immer mehr als Ersatz für ihren verstorbenen Zwillingsbruder. Doch dann wird Laurent deportiert und die beiden sehen sich erst 24 Jahre später wieder.

## Hintergrund
Adieu, mon ami ist eine Produktion der Fritz Wagner Filmproduktion. Der Film wurde 1995 unter dem Arbeitstitel Der Zwillingsbruder gedreht.

## Kritik
Für die Kritiker der Fernsehzeitschrift TV Spielfilm war Adieu, mon ami eine „Seifenoper mit Holzschnitt-Charakteren“. Sie bewerteten den Film mit einer mittleren Wertung, dem Daumen zur Seite.